# Песковка (Сумская область)
Песковка (укр. Пісківка) — село,
Ворожбянский сельский совет,
Лебединский район,
Сумская область,
Украина.
Код КОАТУУ — 5922982409. Население по переписи 2001 года составляло 38 человек .

## Географическое положение
Село Песковка находится в 2-3 км от правого берега реки Псёл.
На расстоянии в 1,5 км расположено село Ворожба.
Село разделено на три части, разнесённых на расстояние до 1,5 км.
К селу примыкает большой лесной массив.
Рядом проходит автомобильная дорога Т-1909.